# Bogumił Szeligowski
Bogumił Szeligowski – polski urzędnik c. k., samorządowiec, radca dworu, wiceprezydent namiestnictwa.

## Życiorys
W okresie zaboru austriackiego w ramach autonomii galicyjskiej wstąpił do służby samorządowej. Sprawował stanowisko c. k. starosty powiatu krośnieńskiego od sierpnia 1896. Był c. k. radcą dworu Namiestnictwa, następnie wiceprezydentem Namiestnictwa.

## Odznaczenia
- Order Korony Żelaznej III klasy (przed 1911)[2][5].
- Medal Jubileuszowy Pamiątkowy dla Wojskowych i Żandarmerii (przed 1914)[5]
- Medal Jubileuszowy Pamiątkowy dla Cywilnych Funkcjonariuszy (przed 1914)[5]
- Krzyż Jubileuszowy (przed 1914)[5]